# Coppa Svizzera 1979-1980
La Coppa Svizzera 1979-1980 è stata la 55ª edizione della manifestazione calcistica. È iniziata l'11 agosto 1979 e si è conclusa il 26 maggio 1980. Questa edizione della coppa vide la vittoria finale del Sion.

## Squadre partecipanti
| Basilea           |
| Chênois           |
| Chiasso           |
| Grasshoppers      |
| La Chaux-de-Fonds |
| Losanna           |
| Lucerna           |
| Lugano            |
| Neuchâtel Xamax   |
| San Gallo         |
| Servette          |
| Sion              |
| Young Boys        |
| Zurigo            |

| Aarau      |
| Baden      |
| Bellinzona |
| Berna      |
| Bienne     |
| Frauenfeld |
| Friburgo   |
| Grenchen   |
| Kriens     |
| Nordstern  |
| Raron      |
| Vevey      |
| Wettingen  |
| Winterthur |

| Bulle           |
| Étoile Carouge  |
| Fétigny         |
| Leytron         |
| Malley          |
| Martigny        |
| Meyrin          |
| Monthey         |
| Montreux-Sports |
| Orbe            |
| Renens          |
| Stade Lausanne  |
| Stade Nyonnais  |
| Visp            |

| Allschwil        |
| Aurore Bienne    |
| Binningen        |
| Birsfelden       |
| Boncourt         |
| Boudry           |
| Central Friburgo |
| Delémont         |
| Düdingen         |
| Köniz            |
| Laufen           |
| Lengnau          |
| Lerchenfeld      |
| Muttenz          |

| Blue Stars Zurigo  |
| Emmen              |
| Emmenbrücke        |
| Derendingen        |
| Glattbrugg         |
| Herzogenbuchsee    |
| Oberentfelden      |
| Sciaffusa          |
| Soletta            |
| Suhr               |
| Sursee             |
| Turicum            |
| Unterstrass Zurigo |
| Young Fellows      |

| Altstätten |
| Balzers    |
| Brühl      |
| Gossau     |
| Ibach      |
| Locarno    |
| Mendrisio  |
| Morbio     |
| Rüti       |
| Stäfa      |
| Uzwil      |
| Vaduz      |
| Zugo       |
| SC Zugo    |

### 1º Turno Eliminatorio
Partecipano le squadre di Prima, Seconda e Terza Lega.
| Squadra 1                 | Risultato      | Squadra 2          |
| ------------------------- | -------------- | ------------------ |
| 4 e 5 agosto 1979         |                |                    |
| Aarberg                   | 1 - 2          | Dürrenast          |
| Adliswil                  | 0 - 4          | Rüti               |
| Amical                    | 1 - 3          | Meyrin             |
| Amriswil                  | 3 - 1          | Vaduz              |
| Armonia Lugano            | 1 - 7          | Mendrisio          |
| Ayent                     | 0 - 5          | Martigny           |
| Bagnes                    | 1 - 4          | Leytron            |
| Berg                      | 2 - 5(d.t.s.)  | Balzers            |
| Binningen                 | 1 - 1(5-4 dcr) | Birsfelden         |
| Brunnen                   | 4 - 2          | Giubiasco          |
| Brüttisellen              | 3 - 1          | Young Fellows      |
| Burgdorf                  | 2 - 0          | Ostermundigen      |
| Cham                      | 1 - 6          | Emmen              |
| Claro                     | 1 - 0          | Locarno            |
| Concordia Losanna         | 0 - 4          | Lancy              |
| Courfaivre                | 0 - 6          | Delémont           |
| Deitingen                 | 2 - 4          | Muttenz            |
| Dottikon                  | 1 - 5          | Suhr               |
| Düdingen                  | 2 - 8          | Central Friburgo   |
| Embrach                   | 3 - 5          | Sciaffusa          |
| Estavayer-le-Lac          | 1 - 1(5-4 dcr) | Yverdon            |
| Gland                     | 1 - 3(d.t.s.)  | Malley             |
| Glarus                    | 1 - 0          | Ibach              |
| Gränichen                 | 1 - 7          | Herzogenbuchsee    |
| Grimisuat                 | 5 - 1          | Visp               |
| Hochdorf                  | 2 - 3          | SC Zugo            |
| Kirchberg                 | 0 - 4          | Red Star Zurigo    |
| Kreuzlingen               | 2 - 1          | Brühl              |
| Küsnacht                  | 3 - 0          | Unterstrass Zurigo |
| Langenthal                | 1 - 2          | Boncourt           |
| Laufenburg                | 0 - 3          | Laufen             |
| Lengnau                   | 3 - 1          | Aurore Bienne      |
| Les Geneveys-sur-Coffrane | 1 - 4(d.t.s.)  | Fétigny            |
| Littau                    | 0 - 1          | Emmenbrücke        |
| Losone Sportiva           | 1 - 2(d.t.s.)  | Morbio             |
| Lyss                      | 0 - 0(4-2 dcr) | Köniz              |
| Lutry                     | 2 - 1          | Étoile Carouge     |
| Marin                     | 0 - 1          | Le Locle-Sports    |
| Montreux-Sports           | 3 - 1          | Stade Nyonnais     |
| Moutier                   | 5 - 0          | Boudry             |
| Onex                      | 0 - 4          | Stade Lausanne     |
| Plan-les-Ouates           | 0 - 3          | Renens             |
| Romontois                 | 1 - 2          | Bulle              |
| Schaan                    | 3 - 1          | Chur               |
| Schöftland                | 2 - 4          | Derendingen        |
| Schwammendingen           | 2 - 0          | Turicum            |
| Sissach                   | 3 - 4          | Egerkingen         |
| Siviriez                  | 4 - 2(d.t.s.)  | Orbe               |
| Thun                      | 3 - 2          | Lerchenfeld        |
| Töss                      | 5 - 3          | Gossau             |
| Tössfeld                  | 0 - 0(0-3 dcr) | Blue Stars Zurigo  |
| Unistars 77 Aigle         | 3 - 1          | Monthey            |
| Uznach                    | 2 - 5          | Stäfa              |
| Welschenrohr              | 0 - 3          | Allschwil          |
| Wollerau                  | 0 - 2          | Zugo               |
| Wollishofen               | 1 - 2          | Glattbrugg         |
| Zofingen                  | 0 - 5          | Soletta            |
| Zwingen                   | 4 - 2          | Concordia Basilea  |

### 2º Turno Eliminatorio
Entrano in lizza le squadre di Lega Nazionale B.
| Squadra 1                                                  | Risultato      | Squadra 2         |
| ---------------------------------------------------------- | -------------- | ----------------- |
| 12 agosto 1979                                             |                |                   |
| Squadre di Lega Nazionale B contro squadre di Prima Lega   |                |                   |
| Central Friburgo                                           | 1 - 0          | Raron             |
| Fétigny                                                    | 0 - 3          | Vevey             |
| Morbio                                                     | 1 - 2          | Bellinzona        |
| Muttenz                                                    | 1 - 3          | Nordstern         |
| Stäfa                                                      | 1 - 3          | Aarau             |
| Suhr                                                       | 3 - 3(3-4 dcr) | Bienne            |
| Squadre di Lega Nazionale B contro squadre di Seconda Lega |                |                   |
| Brunnen                                                    | 1 - 3          | Kriens            |
| Brüttisellen                                               | 2 - 1          | Wettingen         |
| Burgdorf                                                   | 0 - 1(d.t.s.)  | Grenchen          |
| Lutry                                                      | 2 - 3(d.t.s.)  | Friburgo          |
| Red Star Zurigo                                            | 0 - 5          | Winterthur        |
| Thun                                                       | 0 - 2          | Berna             |
| Zwingen                                                    | 3 - 2(d.t.s.)  | Baden             |
| Squadre di Lega Nazionale B contro squadre di Terza Lega   |                |                   |
| Schaan                                                     | 2 - 3          | Frauenfeld        |
| Squadre di Prima Lega contro squadre di Prima Lega         |                |                   |
| Allschwil                                                  | 2 - 3          | Laufen            |
| Balzers                                                    | 2 - 2(4-5 dcr) | Sciaffusa         |
| Binningen                                                  | 0 - 2          | Boncourt          |
| Bulle                                                      | 3 - 2          | Montreux-Sports   |
| Emmen                                                      | 0 - 7          | Blue Stars Zurigo |
| Glattbrugg                                                 | 2 - 2(4-5 dcr) | Rüti              |
| Herzogenbuchsee                                            | 1 - 5(d.t.s.)  | Derendingen       |
| Martigny                                                   | 1 - 2          | Renens            |
| Meyrin                                                     | 1 - 2(d.t.s.)  | Stade Lausanne    |
| Soletta                                                    | 4 - 2(d.t.s.)  | SC Zugo           |
| Squadre di Prima Lega contro squadre di Seconda Lega       |                |                   |
| Claro                                                      | 0 - 3          | Mendrisio         |
| Delémont                                                   | 5 - 0          | Moutier           |
| Grimisuat                                                  | 1 - 2(d.t.s.)  | Malley            |
| Lengnau                                                    | 1 - 4          | Egerkingen        |
| Schwammendingen                                            | 5 - 3(d.t.s.)  | Zugo              |
| Unistars 77 Aigle                                          | 1 - 5          | Leytron           |
| Squadre di Prima Lega contro squadre di Terza Lega         |                |                   |
| Glarus                                                     | 2 - 3          | Emmenbrücke       |
| Squadre di Seconda Lega contro squadre di Seconda Lega     |                |                   |
| Amriswil                                                   | 0 - 2          | Töss              |
| Estavayer-le-Lac                                           | 4 - 0          | Lancy             |
| Küsnacht                                                   | 1 - 2          | Kreuzlingen       |
| Lyss                                                       | 1 - 0(d.t.s.)  | Dürrenast         |
| Siviriez                                                   | 2 - 3(d.t.s.)  | Le Locle-Sports   |

### Trentaseiesimi di Finale
| Squadra 1         | Risultato      | Squadra 2        |
| ----------------- | -------------- | ---------------- |
| 18 agosto 1979    |                |                  |
| Aarau             | 4 - 0          | Kriens           |
| Bellinzona        | 1 - 3          | Winterthur       |
| Berna             | 4 - 1(d.t.s.)  | Laufen           |
| Bienne            | 3 - 2          | Lyss             |
| Brüttisellen      | 1 - 1(2-4 dcr) | Mendrisio        |
| Bulle             | 0 - 3          | Vevey            |
| Delémont          | 3 - 2(d.t.s.)  | Derendingen      |
| Estavayer-le-Lac  | 2 - 1          | Leytron          |
| Friburgo          | 3 - 0          | Stade Lausanne   |
| Grenchen          | 3 - 1          | Soletta          |
| Malley            | 0 - 1(d.t.s.)  | Le Locle-Sports  |
| Nordstern         | 3 - 1          | Boncourt         |
| Rüti              | 0 - 2          | Sciaffusa        |
| 19 agosto 1979    |                |                  |
| Blue Stars Zurigo | 2 - 0          | Schwammendingen  |
| Kreuzlingen       | 4 - 3          | Emmenbrücke      |
| Renens            | 3 - 0          | Central Friburgo |
| Töss              | 1 - 3          | Frauenfeld       |
| Zwingen           | 2 - 5          | Egerkingen       |

### Sedicesimi di Finale
Entrano in lizza le 14 squadre di Lega Nazionale A.
| Squadra 1         | Risultato     | Squadra 2         |
| ----------------- | ------------- | ----------------- |
| 29 settembre 1979 |               |                   |
| Aarau             | 2 - 4         | San Gallo         |
| Berna             | 2 - 3(d.t.s.) | Sion              |
| Bienne            | 0 - 3         | Renens            |
| Blue Stars Zurigo | 2 - 4(d.t.s.) | Grasshoppers      |
| Delémont          | 0 - 1         | Servette          |
| Egerkingen        | 1 - 9         | Zurigo            |
| Estavayer-le-Lac  | 0 - 1         | Young Boys        |
| Frauenfeld        | 2 - 0         | Sciaffusa         |
| Friburgo          | 1 - 2         | Chênois           |
| Grenchen          | 1 - 2         | La Chaux-de-Fonds |
| Le Locle-Sports   | 0 - 4         | Neuchâtel Xamax   |
| Vevey             | 2 - 1(d.t.s.) | Losanna           |
| 30 settembre 1979 |               |                   |
| Kreuzlingen       | 1 - 2         | Chiasso           |
| Mendrisio         | 1 - 3         | Basilea           |
| Nordstern         | 0 - 2         | Lucerna           |
| Winterthur        | 1 - 0         | Lugano            |

### Ottavi di Finale
| Squadra 1       | Risultato      | Squadra 2         |
| --------------- | -------------- | ----------------- |
| 3 novembre 1979 |                |                   |
| Chênois         | 4 - 1          | Zurigo            |
| Chiasso         | 2 - 2(2-4 dcr) | Servette          |
| Grasshoppers    | 3 - 3(4-5 dcr) | Sion              |
| Neuchâtel Xamax | 2 - 1          | San Gallo         |
| 4 novembre 1979 |                |                   |
| Frauenfeld      | 1 - 0          | Renens            |
| Lucerna         | 3 - 0          | Vevey             |
| Young Boys      | 2 - 0          | Basilea           |
| Winterthur      | 2 - 1          | La Chaux-de-Fonds |

### Quarti di Finale
| Squadra 1       | Risultato     | Squadra 2  |
| --------------- | ------------- | ---------- |
| 9 dicembre 1979 |               |            |
| Chênois         | 0 - 1         | Young Boys |
| Frauenfeld      | 0 - 2         | Servette   |
| Neuchâtel Xamax | 1 - 0(d.t.s.) | Winterthur |
| Sion            | 4 - 1         | Lucerna    |

### Semifinali
| Squadra 1       | Risultato | Squadra 2  |
| --------------- | --------- | ---------- |
| 7 aprile 1980   |           |            |
| Neuchâtel Xamax | 0 - 1     | Young Boys |
| Sion            | 2 - 1     | Servette   |

### Finale
| Arbitro: | Otto Isler (Affoltern) |

|                                                                                   |            | |
| Balet 8’ Mathez 62’                                                               | Marcatori  | 10’ Schönenberger |
| Pittier Geiger Isoz Balet Valentini Bregy Mathez Richard Černický Brigger Luisier | Formazioni | Eichenberger Conz Feuz (79' Zahnd) Weber Lüdi Brechbühl Hussner Schmidlin (68' Zwahlen) Brodard Schönenberger Müller |
| Jeandupeux                                                                        | Allenatori | Konietzka |